# هاشم کاردوش
هاشم کاردوش (۱۳۰۱ در کرمانشاه – ۲۰ اردیبهشت ۱۳۹۴ در تهران) با نام تولد «میزا هاشم خان» کاردوش در سال ۱۳۰۱ هجری خورشیدی زاده شد. وی حقوقدان، نویسنده، شاعر، رایزن فرهنگی و مؤسس خانه فرهنگی ایران در هند بود.

## تحصیلات
کاردوش مراتب تحصیلی خود را در مدرسهٔ پهلوی کرمانشاه، دبیرستان شاهپور و دارالفنون تهران گذراند. وی مدرک لیسانس خود را از دانشکده حقوق و علوم سیاسی دانشگاه تهران اخذ کرد و شغل وکالت دادگستری را انتخاب نمود. بیش از هفت سال در دانشگاه پنجاب «چندیگر» و دانشگاه جواهر لعل نهرو هندوستان تحصیل کرد و در سال ۱۳۵۴ موفق به دریافت درجهٔ دکترای فلسفه و علوم سیاسی شد.

## آغاز زندگی حرفه‌ای
هاشم کاردوش در سال ۱۳۱۸ در مسابقه‌ای که به مناسبت «تأسیس دانشگاه تهران» ترتیب داده شده بود، در کرمانشاه با احراز مقام نخست، به دریافت جایزهٔ یک دوره مجلدات تازهٔ «سیر حکمت در اروپا» نایل گردید. از آن پس غالباً در روزنامه‌ها و انتشارات آن زمان با نوشته و تهیه مقالات شرکت نمود.
وی در ۱۴ مرداد ۱۳۲۵ در دستگاه رادیوی تهران که تازه تأسیس شده بود به مناسبت سالروز مشروطیت ایران سخنرانی کرد. در سال ۱۳۲۷ مجلهٔ «شرق بیدار» را اداره می‌کرد.
کاردوش در سال ۱۳۴۶ به هند رفت و به سمت رایزن فرهنگی ایران در هند و نپال برگزیده شد و در زمان رژیم پهلوی به مدت هشت سال در سمت رایزن فرهنگی ایران در هند فعالیت کرد.

## نگاره‌ها
کاردوش مجلهٔ معروف «Journal of Indian Society» را منتشر کرد و در این اوقات کتابهای متعددی را ترجمه و نگارش کرده‌است. از معروف‌ترین کتابهای نوشته شده توسط وی می‌توان از کتابهای «خاطرات هند»، «عقاب زاگرس» و مجموعه اشعار وی به نام «برگ‌ریزان» نام برد.

## تقدیرها و افتخارها
کاردوش در مدت هشت سال رایزنی فرهنگی بارها مورد تقدیر دولت‌های ایران و هند واقع گردید. همچین در دههٔ هشتاد خورشیدی کانون وکلای دولت جمهوری اسلامی ایران به پاس یک عمر خدمت بی شائبه، دو مرتبه وی را مورد تقدیر قرار داد.

## وفات
سرانجام دکتر کاردوش در ساعت ده و چهل دقیقه روز ۲۰ اردیبهشت ۱۳۹۴ در کنار فرزندانش درگذشت.